# 卡萊斯·馬天尼斯
卡萊斯·馬克·馬天尼斯·艾貝拿（Carles Marc Martínez Embuena，1988年1月3日—），生於西班牙派波爾塔，西班牙足球運動員，司職防守中場，為西甲球會華倫西亞的青訓產品，曾效力香港超級聯賽球會冠忠南區。

## 球員生涯
馬天尼斯生於西班牙派波爾塔，於14歲時獲得西甲球會華倫西亞的球探賞識，邀請加入青年軍，及後獲提升到球會預備組和一隊後備，直到2010年他轉會梅西亞及基達菲B隊等西乙或西丙球會，在西班牙球壇的10個球季於各項賽事合共上陣222場，至2013年離開祖國發展，加盟波蘭甲組聯賽球會皮亞斯特，直到於2016年7月回歸西班牙，加盟西丙球會古祖洛，並為球會上陣31場，
完約後，他雖然獲西班牙和波蘭的球會招手，不過由於他獲港超聯球會冠忠南區提供好好的報價和能在亞洲發展，故他選擇於2017年7月加盟，惟他於11月17日以0–1不敵東方龍獅的聯賽，在賽事後段被東方球員剷傷導致左腳膝蓋關節移位，而他休息8星期後在12月25日再對東方龍獅的高級組銀牌四強復出，可是最終南區同樣以0–1落敗飲恨出局，隨後他在2018年3月17日對R&F富力的菁英盃分組賽，錄得加盟後的首個入球並協助南區以4–2勝出。結果他在各項賽事上陣20場錄得1球，於球季後回國加盟西乙B球會巴拉卡爾多。

## 球場以外
由於馬天尼斯自幼便獲得到家人的援助效力華倫西亞青年軍，故他時刻記住要堅持為夢想奮鬥不要浪費他們的心血，而他的偶像是前巴塞隆拿的阿根廷後衛馬斯查蘭奴，因為他認為馬斯查蘭奴是個非常穩定的球員而且經常維持高水準的演出，他在代表西班牙U16和U17國家隊時，與現時英超球會曼聯的馬達當隊友。

## 外部連結
- Carles Martínez在BDFutbol中的档案
- 90minut.pl网站上Carles Martínez的资料（波兰語）
- Soccerway資料庫：Carles Martínez